# Raorchestes manipurensis
Raorchestes manipurensis es una especie de anfibio anuro de la familia Rhacophoridae.

## Distribución geográfica
Esta especie es endémica de Manipur en la India. Se encuentra en el distrito de Churachandpur, a unos 685 m sobre el nivel del mar.

## Etimología
El nombre de la especie está compuesto de manipur y del sufijo latino -ensis que significa "que vive, que habita", y se le dio en referencia al lugar de su descubrimiento, el Manipur.

## Publicación original
- Mathew & Sen, 2009: Studies on little known amphibian species of north east India. Records of the Zoological Survey of India, Occasional Paper, n.º 293, p. 1-64.[2]